# Kravelbygning
Kravelbygning er i skibsterminologi betegnelsen for en skrogkonstruktion hvor de langsgående planker ("bord") ligger kant mod kant.
Ordet selv er lånt fra plattysk og stammer oprindeligt fra skibstypen karavel, der netop var bygget på den beskrevne måde.
Se modsætningsvis klinkbygning, som blandt andet blev brugt i vikingeskibene.